# 達拉斯鎮區 (密西根州)
達拉斯鎮區（英語：Dallas Township）是位於美國密西根州克林頓縣的一個行政鎮區。

## 地方資料
達拉斯鎮區的面積為94.56平方千米，當中陸地面積為94.25平方千米，而水域面積為0.31平方千米。根據2020年美國人口普查的數據，當地共有人口2411人，而人口密度為每平方千米25.5人。